# Ernestina
Ernestina là một đô thị thuộc bang Rio Grande do Sul, Brasil. Đô thị này có diện tích 239,147 km², dân số năm 2007 là 3010 người, mật độ 12,59 người/km².